# Igreja de São Sebastião (Lagos)
A Igreja de São Sebastião, originalmente denominado de Ermida de Nossa Senhora da Conceição, é um edifício religioso, localizado na cidade de Lagos, em Portugal. Foi construído durante o século XIV, sendo originalmente uma ermida dedicado a Nossa Senhora da Conceição, tendo sido ampliada para uma igreja e consagrada a São Sebastião no século XV. Foi classificado como Monumento Nacional. Um dos principais motivos de interesse na igreja é a mistura de vários estilos, causada por um prolongado período de construção, além de várias obras de reedificação posterior, como após os sismos de 1755 e 1969.

## Descrição

### Localização e composição
A igreja está situada junto à Rua Conselheiro Joaquim Machado, que originalmente tinha a denominação de Rua de São Sebastião. Está situada num local elevado, numa posição dominante, que originalmente se situava na fronteira setentrional da cidade de Lagos.

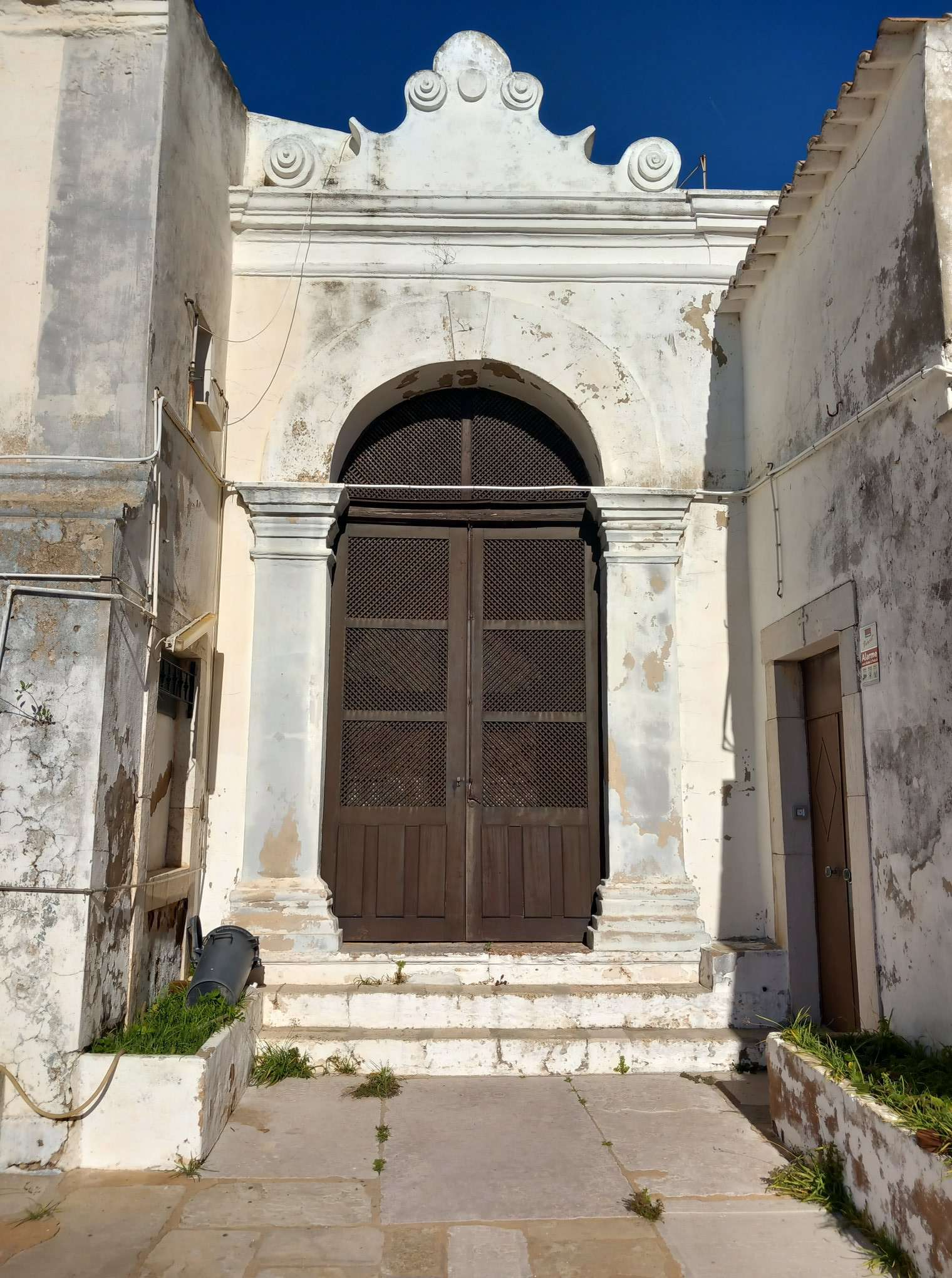
Entrada da Capela dos Ossos, em 2023.

O edifício apresentava originalmente uma configuração no estilo gótico, tendo sido profundamente modificado no século XVI. É reconhecido como um dos principais exemplos do estilo quinhentista no Algarve, apresentando uma planta típica daquele período, com três naves de cinco tramos e sem transepto, criando uma igreja-salão de grandes dimensões, apesar de ter ficado com uma ligeiro desnível entre a nave central e as laterais. As naves são separadas por colunas de ordem dórica, de capitéis parcialmente jónicos, que suportam arcadas de volta perfeita, sendo rematadas por uma cabeceira de três partes, correspondente ao altar-mor e a duas capelas laterais, sendo cada parte encimada por um óculo. A capela-mor possui uma abóbada de canhão, estucada e com desenhos, enquanto que as laterais possem frontões no estilo clássico, e coberturas com painéis. A cobertura possui naves de madeira, formadas por caixotões com tirante, enquanto que o telhado é de duas águas. As paredes das naves laterais estão decoradas por um silhar de azulejos com vários padrões, típico dos séculos XVII e XVIII. O interior da igreja encerra vários retábulos Neoclassicistas, que são considerados os maiores deste estilo na região. Possuem um só corpo e tramo, sendo da autoria do arquitecto Francisco Xavier Fabri, que se destacou pelos seus trabalhos artísticos no século XIX, em vários pontos do Algarve. No interior destaca-se igualmente a talha dourada nas capelas laterais. O edifício também inclui uma sacristia e uma casa paroquial, e possui um adro junto às fachadas frontal e lateral direita, com escadaria.

Interior da Capela dos Ossos, em 2024.

A fachada principal, no estilo maneirista, está virada a ocidente, não possuindo embasamento. Está dividida em três panos, sendo o da esquerda correspondente à torre sineira, do período barroco, encimada por uma cúpula, enquanto que o da direita é rasgado por uma janela. No pano central está situado o portal de entrada da igreja, com um arco de volta inteira sustentado por duas colunas sobre plintos, de forma canelada e com capitéis jónicos, que são rematadas por pináculos. Sobre o portal situa-se um janelão central, com uma janela em cada lado.
No lado Sul da igreja situa-se uma capela dos ossos e o portal lateral, sendo este último a entrada principal do edifício original, quando ainda era uma ermida. Este portal apresenta uma decoração muito mais complexa do que o seu congénere na fachada principal, estando delimitado por pilastras lavradas que suportam uma verga direita, com cabeças de anjo esculpidas. No centro está um arco de volta perfeita com figuras naturalistas em relevo, e um escudo na pedra de fecho, com uma ave. Foi identificado pelo investigador José Eduardo Horta Correia como um dos primeiros exemplares do renascimento na região. A capela dos ossos é considerado um dos elementos mais importantes na igreja devido à sua raridade no território nacional, principalmente no Algarve, onde só existem três exemplares. Possui um retábulo em estilo joanino, e uma dupla arcada, sustentada por pilastras nas paredes laterais. As paredes estão quase totalmente cobertas por ossos, dispostos de forma geométrica, com destaque para as caveiras, que foram posicionadas de frente. A cobertura é de forma curva, e também estava coberta por ossos, organizados em caixotões, com as caveiras a formarem cruzes, estando dispostos de forma contínua na fileira central. A parede do fundo possui um altar de pedra ladeado por colunas dóricas, que terminam em remates de forma enrolada e numa frontaleira, sendo o conjunto pintado com tons marmoreados. Na posição central está uma tela pintada, com o tema Jesus no Gólgota.
Segundo o historiador Manuel João Paulo Rocha, no adro da igreja existia uma campa cuja inscrição fazia referência a Pero Jacques Corrêa, que poderá ter sido um fidalgo da casa real do século XV.

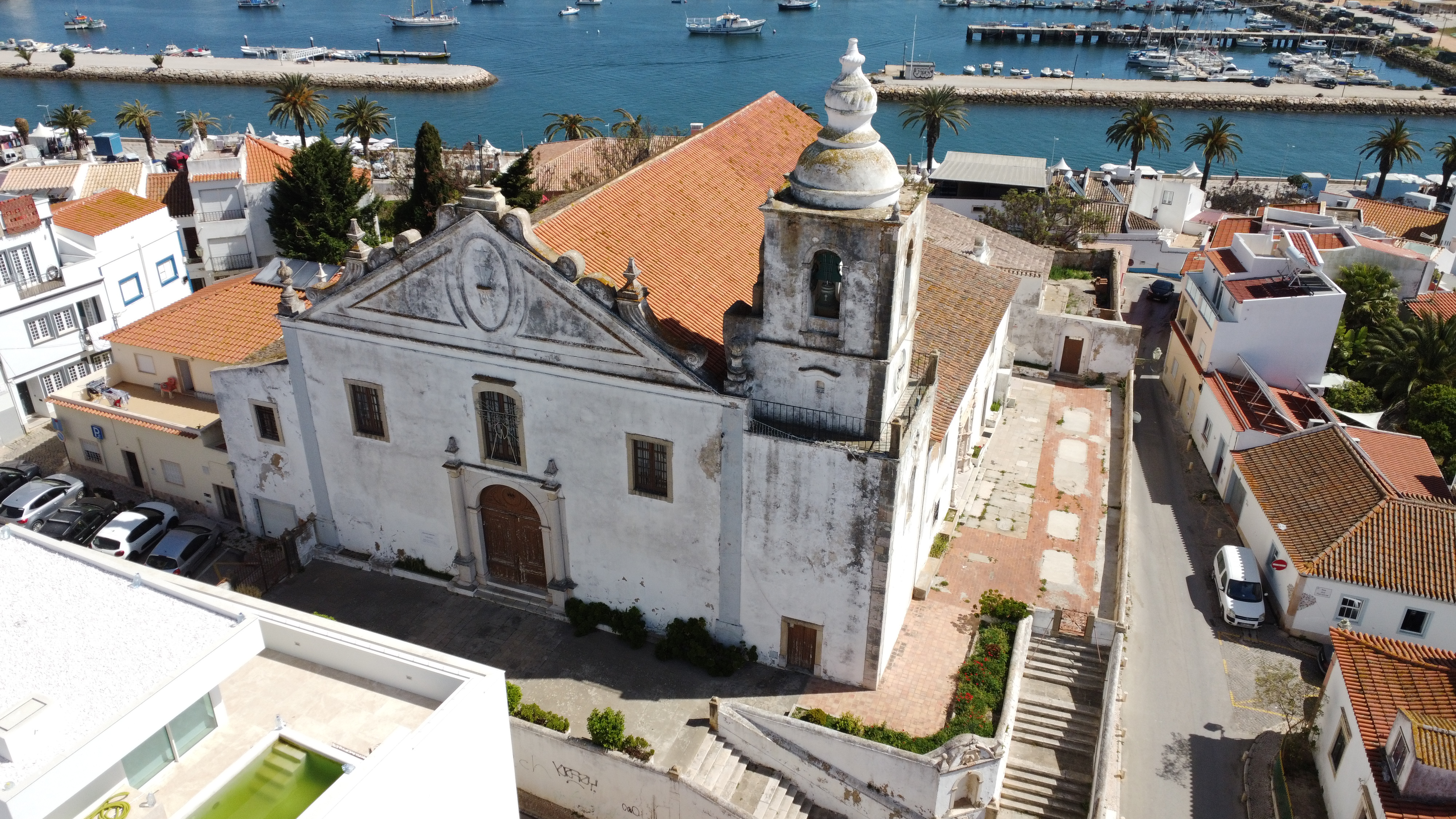
Vista aérea da igreja, em Março de 2023.

### Conservação e importância
O conjunto da igreja foi classificado como Monumento Nacional pelo Decreto n.º 9842/24, de 20 de Junho. A Zona de Especial Protecção foi definida por uma portaria de 30 de Outubro de 1969, publicada no Diário do Governo n.º 275, Série II, de 24 de Novembro de 1969.
É considerado o edifício religioso mais visualmente marcante em toda a cidade, devido à sua posição, num local elevado e dominando o casario em redor. Devido à sua localização e à sua relação com o Mercado Municipal, o edifício da igreja é um dos mais importantes no centro histórico de Lagos.

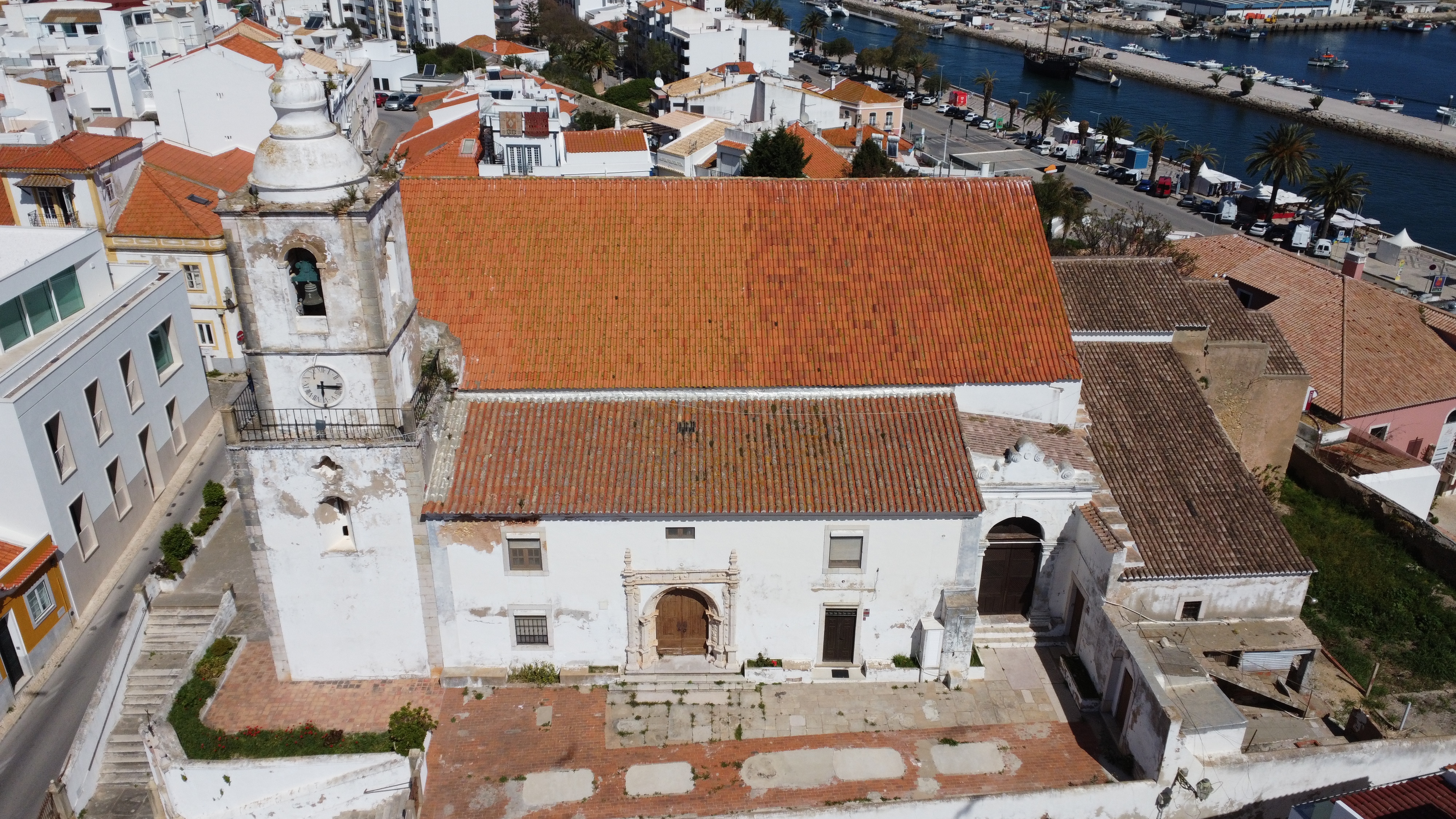
Fachada nascente da igreja, vendo-se no centro o portal lateral, e à direita a capela dos ossos.

## História

#### Construção
O santuário foi construído em 1325, como referido na obra Antiguidades de Lagos e das suas igrejas, citada pelo historiador Manuel João Paulo Rocha. Era originalmente uma ermida dedicada a Nossa Senhora da Conceição. Foi instalada durante uma fase de grande expansão urbana de Lagos, durante a Baixa Idade Média, sendo utilizada pelas pessoas que não tinham direito a residir na área que se encontrava dentro das muralhas medievais de Lagos, a chamada vila-adentro, cujos habitantes eram servidos pela Igreja de Santa Maria da Graça. Durante o período em que ainda era ermida já se faziam ali enterramentos, como testemunhado por uma lápide sepulcral encontrada em 1621.
No século XV, o edifício já era sede de freguesia, tendo sido ampliado em 1463, por ordem do Bispo do Algarve, D. João de Melo, com a construção de uma capela dedicada a São Sebastião. Este espaço começou desde logo a ser utilizado como capela-mor da ermida, que no entanto manteve a sua dedicação a Nossa Senhora da Conceição. No ano seguinte D. João de Melo conseguiu que o papa Paulo II concedesse duas relíquias daquele santo, consistindo num pouco de sangue e num pequeno osso, que foram colocadas no sacrário da capela-mor, numa pirâmide dourada. Segundo João Paulo Rocha relata em 1909 que ainda hoje existe a reliquia do osso, que dão a beijar aos fieis no dia da festa do Santo.
De acordo com o historiador Gentil Marques, a Ermida de Nossa Senhora da Conceição está associada a uma lenda, segundo a qual no interior do edifício existia uma imagem de Cristo crucificado em madeira, e que tinha sido esculpida com uma expressão facial imprecisa. Segundo a tradição, esta estátua tinha poderes místicos, e os seus olhos por vezes ganhavam um brilho fulgurante, criando medo entre as pessoas que o enfrentavam, e que tinham a consciência intranquila. Desta forma, era impossível mentir em frente da imagem, motivo pelo qual era conhecida como Senhor da Verdade. Depois do edifício ter sido destruído pelo Sismo de 1755, terá sido encontrada em conjunto com os paramentos que foram utilizados numa missa campal, onde participou o rei D. Sebastião, antes de embarcar para a batalha de Alcácer Quibir. É possível que esta imagem seja a mesma que foi preservada no Museu Municipal.

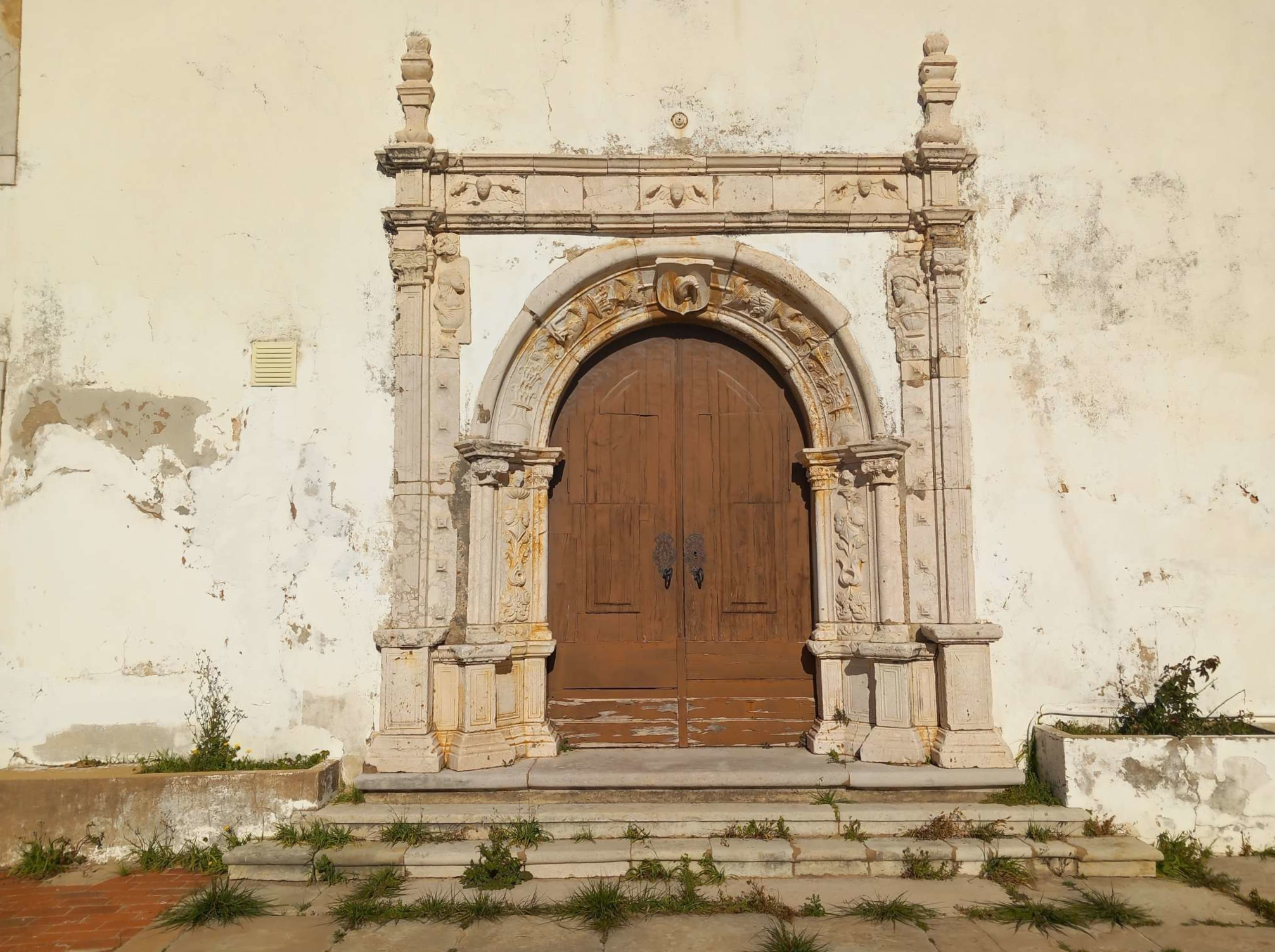
Portal lateral da igreja, que era a antiga entrada principal da ermida.

### Elevação a igreja
Em 1490, o edifício foi elevado a uma igreja, passando a ser dedicado a São Sebastião, acreditando-se que iria proteger a povoação contra as epidemias de cólera, que então grassavam na cidade. Um dos elementos sobreviventes da antiga ermida foi a sua entrada principal, que passou a ser o portal lateral da igreja. Segundo João Paulo Rocha, a ermida ficou preservada na toponímia local, sendo um dos arruamentos de acesso à igreja conhecida, nos princípios do século XX, como Rua da Ermida. No sentido de continuar a existir um santuário dedicado a Nossa Senhora da Conceição na cidade, foi erguida uma ermida com esta evocação na área da Pedra da Eira, que em 1554 tornou-se num convento feminino. As obras de conversão do santuário numa igreja levaram muitos anos, uma vez que ainda em 7 de Setembro de 1586 o bispo D. Jerónimo Barreto determinou a forma como se deveria pedir esmola para a conclusão do corpo principal, e em 1604 o bispo D. Fernando Martins de Mascarenhas pediu aos fiéis que dessem os apoios necessários para terminar aquela obra. D. Barreto instituiu várias multas contra várias práticas comuns naquela época entre os populares, como a realização de festejos nos adros e mesmo no interior das igrejas e ermidas durante as romarias, ficando por vezes a dormir dentro dos santuários. Estabeleceu igualmente multas para os casais que se reuniam antes do casamento, e fixou em vinte réis a quantia paga aos padres de Lagos pelas vésperas cantadas e missas na Igreja de São Sebastião. Também instituiu medidas contra as falsas certidões de casamento, que por vezes eram apresentados pelos estrangeiros e por mulheres, e criou multas para punir a venda de vários bens e serviços antes da missa de Domingo, além da venda de queijo e leite durante a quaresma. Outra prática comum era que as pessoas enviuvadas ficavam muito tempo sem ir aos serviços religiosos após o falecimento do cônjuge, pelo que o bispo também criou multas para aqueles que não retomassem a participação nos serviços religiosos após o cumprimento dos trinta dias de luto.
Em 1541 já existia uma capela dedicada ao Santíssimo, e durante o período dos descobrimentos foi construída uma capela de Nossa Senhora da Guadalupe, para albergar uma imagem daquela devoção mariana, que alegadamente teria dado à costa num caixote. Em 1542 foi reformado o antigo compromisso da irmandade do Santíssimo de São Sebastião, por ordem do Papa Paulo III. Segundo a tradição, em 1578 o rei D. Sebastião terá orado na igreja de São Sebastião, e prometido ordenar a construção de um retábulo para a capela do santo, financiada pela fazenda real. Porém, o monarca faleceu durante a campanha militar, pelo que o retábulo só edificado muito mais tarde, no século XIX. No século XVI a igreja foi alvo de profundas obras de remodelação, que alteraram a sua estrutura, embora os atrasos nos trabalhos tenham feito com que o edifício passasse a apresentar uma miscelânea de estilos, que é principalmente evidente nos dois portais principais da igreja, tendo o lateral ficado com uma decoração muito mais elaborada do que o da fachada principal. Em 1581 terá sido reedificada a Capela das Almas, de acordo com um letreiro que existia na mesma. Segundo João Paulo Rocha, «o bispo D. Affonso Castello Branco, em 1582, creou prior e beneficiados na igreja de S. Sebastião, ou antes deu nova categoria ao parocho d'esta freguesia, que já anteriormente existia, para os miradores da Villa a fóra, com o nome de reitor». Em 7 de Setembro de 1586 foi adicionado um terceiro beneficiado da igreja, por nomeação do bispo D. Jerónimo de Barreto. Também em 1586 ocorreu uma demanda entre as colegiadas de Santa Maria e de São Sebastião, sobre qual era a mais antiga, tendo a Metrópole de Évora decidido a favor de Santa Maria, que declarou como matriz, por considerar que era mais antiga e ter sido construída antes de 1480. Porém, João Paulo Rocha refere que o autor da obra Antiguidades de Lagos e das suas igrejas discordou desta decisão, e afirmava que a de São Sebastião era mais antiga, sustentado em documentos antigos. Nesse ano foi igualmente instituída na Capela do Senhor Jesus a irmandade dos zeladores do Nome de Deus, por iniciativa de João de Annes. Em 1623 esta irmandade sepultou na dita capela o padre Pedro Gallego, que fazia parte da mesma linhagem do fundador. Em 29 de Abril de 1575 foi concluída a Capela de Nossa Senhora da Glória, por ordem de João Ribeiro.
De acordo com uma carta de 23 de Março de 1760, emitida pelo bispo D. Lourenço de Santa Maria, e transcrita por Manuel João Paulo Rocha na obra Monografia de Lagos, numa das capelas da Igreja de São Sebastião esteve sedeada uma irmandade dedicada a São Nicolau Bispo. Os membros do Compromisso Marítimo de Lagos consideravam que esta irmandade eram os seus antecessores, motivo pelo qual pediram autorização ao bispo D. Lourenço para festejar a imagem de São Nicolau, na mesma capela onde este culto tinha sido anteriormente feito. A fundação da Capela de São Nicolau foi atribuída ao cónego Pedro de Távora, que também lhe concedeu rendas.

#### Sismo de 1755 e reconstrução
A igreja foi muito danificada pelo Sismo de 1755, com a derrocada da torre sineira e de outras partes do edifício, e provavelmente também do telhado. Assim, a sede da paróquia passou a ser provisoriamente na Ermida de Santo Amaro, que sobreviveu ao terramoto, como relatado pelo prior, João Baptista Coelho de Castro, numa carta de 7 de Fevereiro de 1756:
| “ | No primeiro de novembro do ano proximo passado, pelas nove e meia da manhã, principiou o terramoto, que duraria quatro ou cinco minutos, pouco mais ou menos, e foi tão vigoroso n'esta cidade que totalmente a arrasou, menos algumas casas terreas que ficaram junto das muralhas da parte do campo, donde não se fez tanta impressão. Os templos todos se arruinaram, assim dentro dos muros como de fóra, de sorte que ficaram incapazes de se officiar n'elles, e a igreja de Santa Maria totalmente veio a baixo, sem lhe ficar mais que alguma parede, e a minha ficou toda aberta com fendas; cahiu a tribuna e a torre, das grades para cima e apenas ficou a ermida de Santo Amaro no campo, e hoje está n'ella a minha freguezia, onde administro os Sacramentos [...] com muito trabalho, porque é mui pequena, e a freguezia de Santa Maria está em uma casa na praça d'armas. [...] emfim transformou-se de tal sorte esta cidade e seus arrabaldes, que não parece, nem ainda em parte, o que foi, e a maior parte dos moradores estão vivendo n'este campo em Santo Amaro, em cabanas, umas de madeira, outras de colmo, padecendo mil inclemencias. | ” |

A igreja não foi logo reconstruída após o sismo, chegando a um estado de ruína tão avançado que foi encerrada pelas autoridades civis de Lagos, passando a sede de paróquia para a Convento de Nossa Senhora do Carmo (Lagos), enquanto que o santíssimo foi colocado na Ermida de Santo Amaro. As obras de reconstrução só se iniciaram em 1858, financiadas por Luís António Maravilhas, um abastado negociante e proprietário de Portimão, tendo terminado em 1860. A torre sineira e a parte superior da fachada principal são típicas do estilo Barroco, sendo provavelmente posteriores ao sismo.

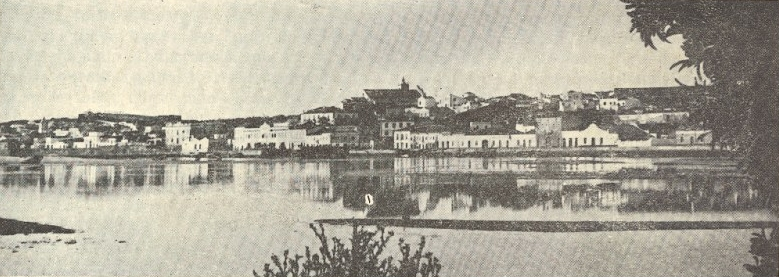
Panorama do centro de Lagos na primeira metado do século XX. Devido à sua posição, no alto de uma colina sobre o rio, a igreja surgiu sempre em situação dominante sobre o casario.

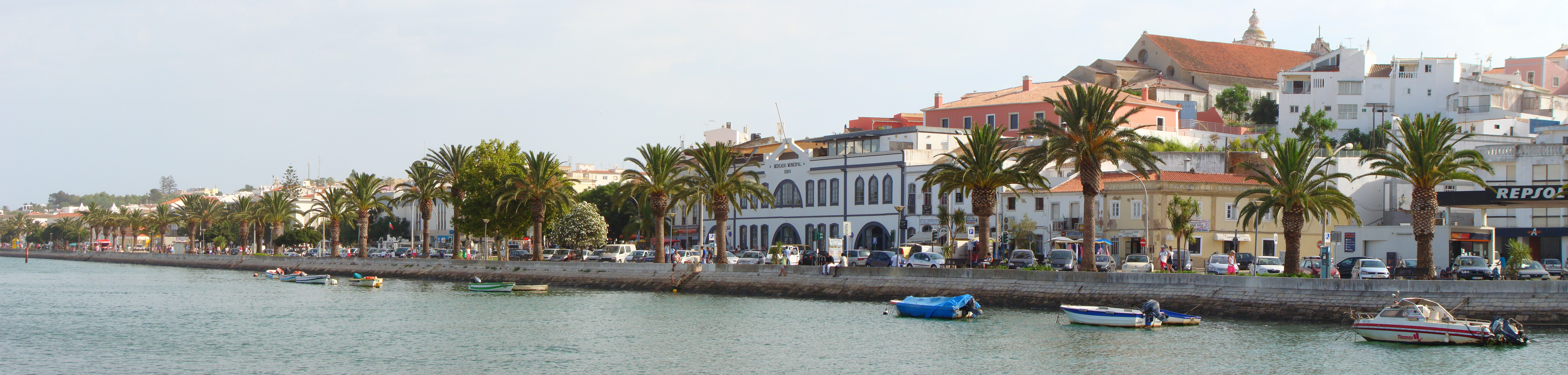
Panorama do centro de Lagos, em 2010. Apesar do desenvolvimento da cidade desde os finais do século XX, a igreja ainda mantém a sua posição dominante.

#### Séculos XIX a XXI
Em 1814 os devotos de São Sebastião empreenderam a construção de um retábulo na capela de São Sebastião, no interior da igreja, mas João Paulo Rocha refere que em 1849 ainda estava por concluir, e nos princípios do século XX já não existiam quaisquer vestígios da sua existência. Em 1828 foi instalado o relógio na torre, obra do ferreiro Costa e Sousa, e em 1833 a igreja passou a albergar a imagem de Nossa Senhora da Glória, que estava no Convento de Nossa Senhora do Loreto, devido ao perigo dos ataques inimigos, durante a Guerra Civil Portuguesa. Em meados do século XIX ficou parcialmente arruinada devido a um incêndio, tendo sido reconstruída em 1858. As questões entre os priores de São Sebastião e Santa Maria da Graça continuou muito depois desta última igreja ter sido destruída no sismo de 1755; João Paulo Rocha registou que a última foi entre o prior José Gomes Relego Arouca, de Santa Maria, e Manoel José de Barros, de São Sebastião, tendo sido resolvida por intervenção do arcebispo-mor do Algarve, D. António Mendes Bello, em 1900.
Em 1924 a igreja foi classificada como Monumento Nacional, e em 1934 a Direcção-Geral dos Edifícios e Monumentos Nacionais fez obras no edifício, que incluíram a reconstrução da cobertura, com a instalação de uma nova estrutura em madeira, a demolição das ruínas de um muro no adro, o reboco e a caiação das paredes exteriores, incluindo o adro e a torre sineira, a instalação de novos vidros nas janelas e nos óculos, pintura e reparação das janelas, das portas e dos gradeamentos metálicos no adro, e a reparação dos sobrados em várias partes do edifício, como na sacristia e no coro. No ano seguinte foram feitos os rebocos e a caiação das paredes no lado Sul da capela-mor, e no muro do adro. O monumento sofreu danos durante o Sismo de 1969, tendo nesse ano sido feito o apeamento da cobertura e a reinstalação das telhas, e reparadas as cimalhas. Em 1978 foi feita a reconstrução das coberturas nas naves da igreja, tendo sido feitas também obras na torre sineira. Entre 1979 e 1982 foram reconstruídas as coberturas das naves e da capela mor, e instalados vários elementos de sustentação, como lintéis, vigas e pernas de asnas, em betão armado. Em 1985 foram melhoradas as instalações eléctricas, e no ano seguinte foi reconstruída a cobertura da sacristia. Em 1991 voltaram a ser reparadas as coberturas, foram recuperados os elementos decorativos, e estabilizado o pavimento na fachada direita, e em 1994 foram novamente feitos trabalhos de restauro no edifício.
Em Agosto de 2019, a autarquia já tinha decidido abrir o concurso para um estudo sobre a Igreja de São Sebastião, de forma a identificar as obras de recuperação que deveriam ser feitas no monumento. Nessa altura, estava em fase de preparação uma obra no muro da igreja para a Rua Dr. Faria e Silva, que era considerava prioritária. No orçamento da autarquia de Lagos para 2020, aprovado em Novembro de 2019, foi incluída a realização do estudo sobre a igreja. Também já tinha sido adjudicada a empreitada para a reabilitação no adro, no valor de 12.750 Euros, e um estudo de diagnóstico para apurar as condições de conservação do edifício.
Em Dezembro de 2022, a delegação de Lagos do partido Bloco de Esquerda alertou para o avançado estado de degradação em que se encontrava parte do património histórico da cidade, incluindo a Igreja de São Sebastião, que classificou como estado «tão ferida no tempo e tão desprovida de zelo histórico». Durante a cerimónia de reabertura da Igreja de Nossa Senhora do Carmo após obras de reabilitação, em 16 de Julho de 2023, o vice-presidente da Câmara Municipal de Lagos, Paulo Jorge Reis, afirmou que estava a ser preparado um protocolo para uma intervenção de restauro na Igreja de São Sebastião. Esta intervenção iria ser feita no âmbito da estratégia municipal para a preservação dos monumentos religiosos do concelho, que também abrangeu o restauro da Igreja de Santa Maria. Em finais de 2024, a delegação de Lagos do Partido Social Democrata chamou a atenção para o avançado estado de degradação em que se encontrava o património histórico de Lagos, incluindo a Igreja de São Sebastião.

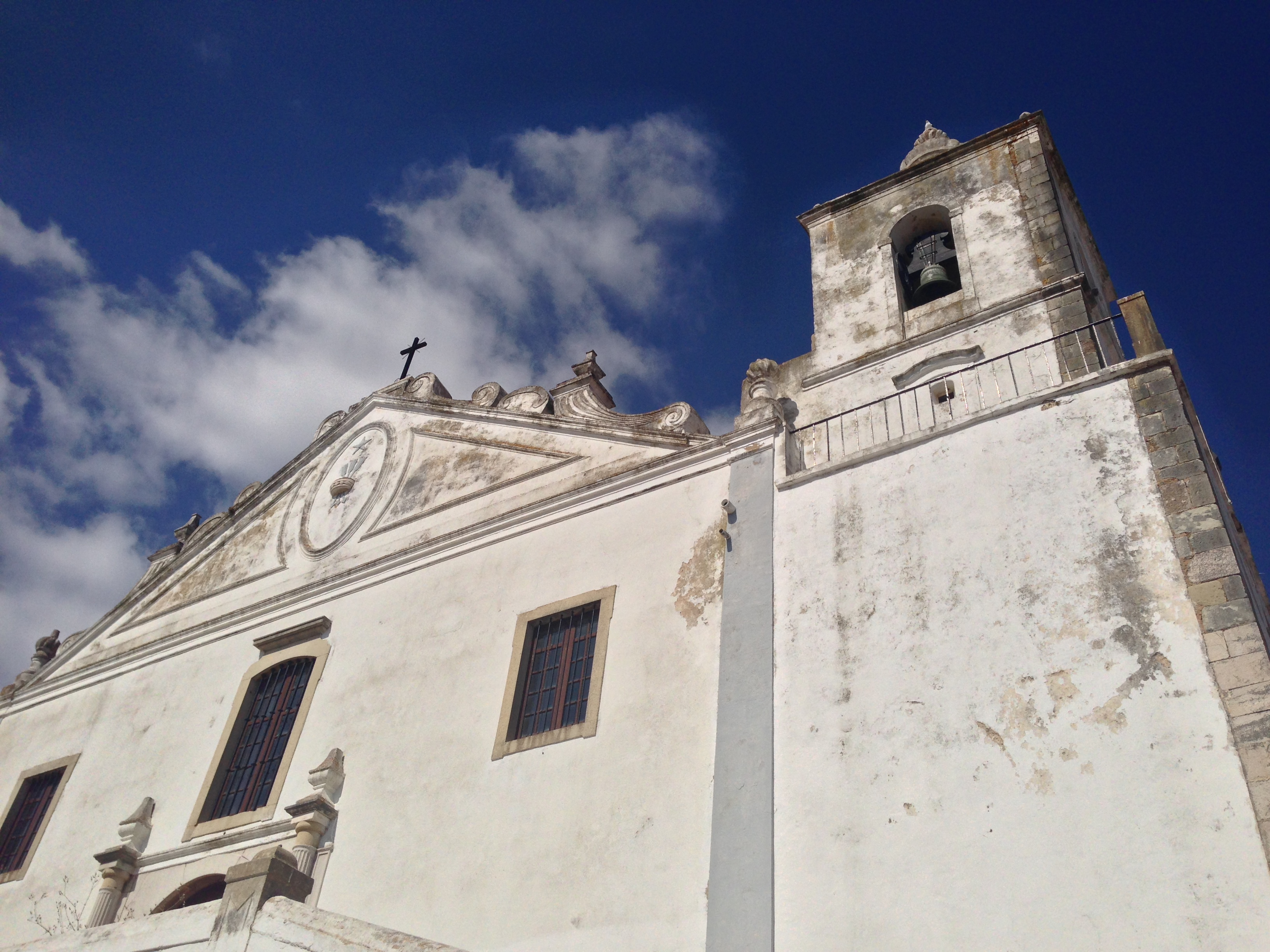
Pormenor da fachada e da torre sineira, em 2014.